# Vivre pour le meilleur
Pour les articles homonymes, voir Vivre et Meilleur.
Singles de Johnny Hallyday
Requiem pour un fou
(1999 - version live en duo avec Lara Fabian) Un jour viendra
(1999)
Clip vidéo
[vidéo] « Vivre pour le meilleur », sur YouTube
Vivre pour le meilleur est une chanson de Johnny Hallyday sortie en single le 26 mai 1999 chez Mercury Records. Écrite par Lionel Florence et David Hallyday, Vivre pour le meilleur précède de plusieurs mois la diffusion du 42e album studio de Johnny Hallyday Sang pour sang, dont elle est le premier extrait et succès.

## Histoire et composition
Pour conclure la décennie des années 1990, Johnny Hallyday confie à son fils David la composition et la réalisation (en collaboration avec Pierre Jaconelli), de l'album Sang pour sang à paraître en septembre 1999. Écrite par le parolier Lionel Florence, Vivre pour le meilleur est le premier extrait à sortir en mai,. Ses thèmes abordent le sens de la vie et de l'amour, qu'Hallyday chante avec emphase en guise de conclusion à l'album :
« Vivre pour le meilleur / se vouloir pour tout se donner / [...] / Vivre pour vivre libre / Aimer tous ceux qu'on peut aimer / Encore et toujours ne vouloir que l'amour »
L'enregistrement est produit par Lionel Florence, Pierre Jaconelli, et David Hallyday. La version symphonique (proposée en second titre du single), est réalisée par Yvan Cassar.
L'album Sang pour sang est un record de ventes dans la carrière de Johnny avec plus de deux millions d'exemplaires vendus (double disque de diamant et meilleur Album Rock - Pop des Victoires de la musique 2000).

## Liste des pistes
Single CD (1999, Philips Mercury 562080-2)
1. Vivre pour le meilleur (4:32)
2. Vivre pour le meilleur (Version symphonique) (4:28)[6]

Single maxi 12" 45 tours (1999, Philips Mercury 562081-1, édition limitée et numérotée)
1. Vivre pour le meilleur (4:32)
2. Vivre pour le meilleur (Version symphonique) (4:28)[9]

## Classements
| Classement (1999)                       | Meilleure position |
| --------------------------------------- | ------------------ |
| Belgique (Wallonie Ultratop 50 Singles) | 2                  |
| France (SNEP)                           | 2                  |
| Suisse (Schweizer Hitparade)            | 77                 |
| Classement (2017)                       | Meilleure position |
| France (SNEP)                           | 4                  |
| Suisse (Schweizer Hitparade)            | 40                 |

## Reprises
- 2004 : la chanson est reprise par Julie Pietri, en second titre de son single Si on parlait de ma vie, chez Universal Music - ULM ainsi que par Grégory Lemarchal et Lucie Bernardoni pour l'ouverture de la finale de la Star Academy 4.
- 2018 : Sylvie Vartan l'enregistre sur son 43e album studio Avec toi, enregistré en hommage à Johnny Hallyday, dont elle reprend treize chansons emblématiques
- 2020 : chantée par les Enfoirés
- 2023 : chantée par Axel, Hélèna et Julien de la Star Academy 11
- 2024 : reprise par Santa lors de la cérémonie de clôture des Jeux paralympiques d'été[14].